# 1938 na ciência
Einstein junto com seu auxiliar, o físico Leopold Infeld publicou o livro "A Evolução da Física"

## Nascimentos
| Data           | Nome                            | Profissão                                               | Nacionalidade  | Observações                                                                                       | Ref               |
| -------------- | ------------------------------- | ------------------------------------------------------- | -------------- | ------------------------------------------------------------------------------------------------- | ----------------- |
| 1 de janeiro   | Rex Nazaré Alves                | físico                                                  | Brasil         |                                                                                                   |                   |
| 10 de janeiro  | Lynn Conway                     | cientista de computação, engenheira elétrica, inventora | Estados Unidos |                                                                                                   |                   |
| 10 de janeiro  | Donald Knuth                    | cientista de computação                                 | Estados Unidos | Prémio Turing 1944 Prémio Leroy P. Steele 1986 Prémio Kyoto 1996                                  | [ 2 ] [ 3 ] [ 4 ] |
| 1 de fevereiro | Domenico De Masi                | sociólogo                                               | Itália         |                                                                                                   |                   |
| 7 de março     | Albert Fert                     | físico                                                  | França         | Nobel da Física 2007                                                                              | [ 5 ]             |
| 7 de março     | David Baltimore                 | microbiologista                                         | Estados Unidos |                                                                                                   |                   |
| 26 de março    | Anthony Leggett                 | físico                                                  | Reino Unido    | Nobel da Física 2003                                                                              | [ 5 ]             |
| 26 de abril    | Manuel Blum                     | cientista de computação                                 | Venezuela      | Prémio Turing 1995                                                                                | [ 2 ]             |
| 6 de maio      | Jean-Michel Cousteau            | oceanógrafo, ambientalista, ecologista e educador       | França         |                                                                                                   |                   |
| 29 de junho    | Ignácio Aureliano Machado Brito | geólogo                                                 | Brasil         | m. 2001                                                                                           |                   |
| 14 de outubro  | Philippe G. Ciarlet             | matemático                                              | França         | Prémio Poncelet 1981                                                                              |                   |
| 3 de setembro  | Ryoji Noyori                    | químico                                                 | Japão          | Nobel da Química 2001                                                                             | [ 6 ]             |
| 4 de outubro   | Kurt Wüthrich                   | químico                                                 | Suíça          | Nobel da Química 2002 Prémio Kyoto 1998                                                           | [ 6 ] [ 4 ]       |
| 13 de novembro | Per Brinch Hansen               | cientista de computação                                 | Dinamarca      | m. 2007                                                                                           |                   |
| ??             | Marco Antonio Raupp             | matemático                                              | Brasil         |                                                                                                   |                   |
| ??             | Henrique Fleming                | físico e professor                                      | Brasil         |                                                                                                   |                   |
| ??             | Edwin Southern                  | biólogo e bioquímico                                    | Reino Unido    |                                                                                                   |                   |
| ??             | Ian Liddell                     | engenheiro estrutural                                   | Reino Unido    | Medalha de Ouro do IStructE (1999) Prêmio Internacional de Mérito em Engenharia Estrutural (2002) | [ 7 ]             |

## Mortes
| Data            | Nome                | Profissão             | Nacionalidade  | Observações | Ref |
| --------------- | ------------------- | --------------------- | -------------- | ----------- | --- |
| 10 de janeiro   | Otto Warburg        | botânico              | Alemanha       | n. 1859     |     |
| 15 de fevereiro | Félix Mesnil        | zoólogo e biólogo     | França         | n. 1868     |     |
| 19 de fevereiro | Edmund Landau       | matemático            | Alemanha       | n. 1877     |     |
| 24 de fevereiro | Max Wien            | físico                | Alemanha       | n. 1866     |     |
| 26 de abril     | Edmund Husserl      | matemático e filósofo | Alemanha       | n. 1859     |     |
| 15 de maio      | Gheorghe Marinescu  | neurologista          | Roménia        | n. 1863     |     |
| 17 de maio      | Enjolras Vampré     | neurologista          | Brasil         | n. 1885     |     |
| 14 de novembro  | Hans Christian Gram | bacteriologista       | Dinamarca      | n. 1853     |     |
| 20 de novembro  | Edwin Herbert Hall  | físico                | Estados Unidos | n. 1855     |     |
| ??              | Louis Crouzon       | neurologista          | França         | n. 1874     |     |

## Prémios

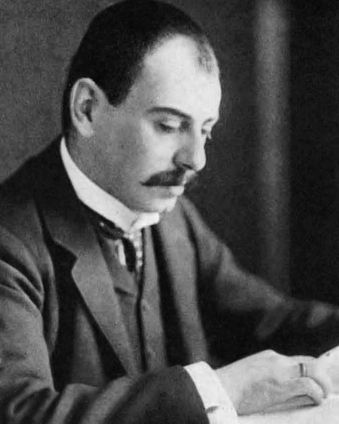
Edmund Landau (1877 - 1938)

### Medalha Bruce
- Edwin P. Hubble[8]

### Medalha Copley
- Niels Bohr[9]

### Medalha Davy
- George Barger[10]

### Medalha Hughes
- John Cockcroft[11] e Ernest Walton[11]

### Medalha Guy
- prata - E.C. Ramsbottom[12]
- bronze - R.F. George[13]

### Medalha Penrose
- Andrew Cowper Lawson[14]

### Medalha Real
- Física - Francis William Aston[15]
- Estatística - Ronald Fisher[15]

### Medalha Rumford
- Robert Williams Wood[16]

### Prémio Nobel
- Física - Enrico Fermi.[5]
- Química - Richard Kuhn.[6]
- Medicina - Corneille Jean François Heymans.[17]